# Fritz Espenlaub
Fritz Espenlaub (geboren 1994) ist ein deutscher Tech-Journalist, Ökonom und Podcast-Host. Er ist insbesondere als Moderator von Der KI-Podcast, dem wöchentlichen ARD-Podcast zur Künstlichen Intelligenz, bekannt. Zu seinen Themenschwerpunkten zählen Innovation, Deep Tech und die Auswirkungen von KI auf Wirtschaft und Gesellschaft.

## Leben und Ausbildung
Espenlaub absolvierte ein Masterstudium in Philosophy & Economics mit Schwerpunkt empirische Arbeitsmarktökonomik an der Universität Bayreuth. Zu seinen beruflichen Stationen zählen die Organisation für wirtschaftliche Zusammenarbeit und Entwicklung (OECD) in Paris, die Deutsche Vertretung bei den Vereinten Nationen und das Institut für Arbeitsmarkt- und Berufsforschung. Für seine journalistische Laufbahn absolvierte er das Volontariat beim Bayerischen Rundfunk (BR).

## Journalistische Tätigkeit
Espenlaub arbeitet als freier Tech-Reporter, KI-Experte und Podcaster für den BR, die ARD sowie weitere Medienhäuser. Zu seinen journalistischen Schwerpunkten zählen Künstliche Intelligenz, Digitalisierung und gesellschaftlicher Wandel. Im Jahr 2025 moderierte er für das Deutschlandfunk-Format „Die Peter Thiel Story“ Recherchen zur politischen Wirkung des Tech-Investors Peter Thiel bei.

### Der KI-Podcast
Seit Juli 2023 moderiert Espenlaub gemeinsam mit Gregor Schmalzried und Marie Kilg „Der KI-Podcast“, der aktuelle Entwicklungen rund um KI, ethische Fragen und gesellschaftliche Folgen beleuchtet.

### Engagement und weitere Tätigkeiten
Er ist regelmäßig als Speaker auf Branchenveranstaltungen wie dem „Festival der Zukunft“ und der „TINCON“ aktiv und leitet Workshops zu Künstlicher Intelligenz und Digitalisierung. Zudem informiert Espenlaub über KI und ökonomische Themen auf Social-Media-Plattformen wie Instagram.